# Assiomi di chiusura di Kuratowski
In topologia e nella branche matematiche ad essa collegate gli assiomi di chiusura di Kuratowski sono un gruppo di assiomi che possono essere utilizzati per definire una struttura topologica su un insieme. Sono equivalenti alla più comune definizione basata sugli insiemi aperti. Furono introdotti per la prima volta da Kazimierz Kuratowski, in una forma lievemente differente applicabile esclusivamente agli spazi di Hausdorff.
Un gruppo simile di assiomi può essere utilizzato per definire una struttura topologica sfruttando esclusivamente la nozione duale di operatore interno.

## Definizione
Uno spazio topologico {\displaystyle (X,\operatorname {cl} )} è un insieme {\displaystyle X} a cui è associata una funzione:
{\displaystyle \operatorname {cl} :{\mathcal {P}}(X)\to {\mathcal {P}}(X)}
chiamata operatore di chiusura dove {\displaystyle {\mathcal {P}}(X)} è l'insieme delle parti di {\displaystyle X}.
L'operatore di chiusura deve soddisfare le seguenti proprietà per tutti gli {\displaystyle A,B\in {\mathcal {P}}(X)}
1. {\displaystyle A\subseteq \operatorname {cl} (A)\!} (Estensività)
2. {\displaystyle \operatorname {cl} (\operatorname {cl} (A))=\operatorname {cl} (A)\!} (Idempotenza)
3. {\displaystyle \operatorname {cl} (A\cup B)=\operatorname {cl} (A)\cup \operatorname {cl} (B)\!} (Conservazione dell'unione binaria)
4. {\displaystyle \operatorname {cl} (\varnothing )=\varnothing \!} (Conservazione delle unioni nulle)

Se il secondo assioma, quello dell'idempotenza, è rilassato (ossia  {\displaystyle \subseteq } al posto di {\displaystyle =}), allora risulta definito da questo gruppo di assiomi un operatore di prechiusura.

## Collegamenti con la topologia classica

### Induzione di una topologia
Un punto {\displaystyle p} è detto chiuso rispetto ad {\displaystyle A} in {\displaystyle (X,\operatorname {cl} )} se {\displaystyle p\in \operatorname {cl} (A)}
Definendo un operatore di chiusura su {\displaystyle {\mathcal {P}}(X)} risulta naturalmente indotta una topologia (un insieme contenente tutti gli insiemi aperti) su {\displaystyle X}.
Un insieme {\displaystyle O\subset X} è detto aperto se e solo se {\displaystyle \operatorname {cl} (X\setminus O)=X\setminus O} e poniamo {\displaystyle \tau :=\{O|O\;{\text{aperto}}\}}. La coppia {\displaystyle (X,\tau )} soddisfa gli assiomi di definizione di uno spazio topologico:
L'insieme vuoto e l'insieme {\displaystyle X} sono aperti: {\displaystyle \emptyset ,X\in \tau } 
Per l'estensività {\displaystyle X\subset \operatorname {cl} (X)} e poiché {\displaystyle \operatorname {cl} :{\mathcal {P}}(X)\rightarrow {\mathcal {P}}(X)} sappiamo che {\displaystyle \operatorname {cl} (X)\subset X}, pertanto {\displaystyle \operatorname {cl} (X)=X\Rightarrow \operatorname {cl} (X\setminus \emptyset )=X\setminus \emptyset \Leftrightarrow \emptyset \in \tau }. 
Dalla conservazione delle unioni nulle segue analogamente che {\displaystyle X\in \tau }.
L'unione arbitraria di insieme aperti è un aperto:
Sia {\displaystyle {\mathcal {I}}} una collezione di indici e consideriamo l'unione degli {\displaystyle A_{i}} dove {\displaystyle A_{i}} è aperto per ogni {\displaystyle i\in {\mathcal {I}}}. Per le leggi di De Morgan si ha
{\displaystyle A:=\bigcup \limits _{i\in {\mathcal {I}}}A_{i}=X\setminus \bigcap \limits _{i\in {\mathcal {I}}}X\setminus A_{i}} quindi
{\displaystyle X\setminus A=\bigcap \limits _{i\in {\mathcal {I}}}X\setminus A_{i}}.
{\displaystyle \Rightarrow X\setminus A\subset X\setminus A_{i}\forall i\in {\mathcal {I}}}
{\displaystyle \Rightarrow X\setminus A\cup X\setminus A_{i}=X\setminus A_{i}}
Per la conservazione delle unioni binarie:
{\displaystyle \Rightarrow \operatorname {cl} \left(X\setminus A\cup X\setminus A_{i}\right)=\operatorname {cl} (X\setminus A)\cup \operatorname {cl} (X\setminus A_{i})=\operatorname {cl} (X\setminus A_{i})}
{\displaystyle \Rightarrow \operatorname {cl} (X\setminus A)\subset \operatorname {cl} (X\setminus A_{i})\forall i\in {\mathcal {I}}}
{\displaystyle \Rightarrow \operatorname {cl} (X\setminus A)\subset \bigcap \limits _{i\in {\mathcal {I}}}\operatorname {cl} (X\setminus A_{i})=\bigcap \limits _{i\in {\mathcal {I}}}X\setminus A_{i}=X\setminus A}.
Quindi {\displaystyle \operatorname {cl} (X\setminus A)\subset \ X\setminus A.} Per l'estensività segue che {\displaystyle X\setminus A=\operatorname {cl} (X\setminus A)}.
Pertanto, A è un aperto.
 L'intersezione di un numero finito di insiemi aperti è un aperto:
Sia {\displaystyle {\mathcal {I}}} una collezione finita di indici e siano gli {\displaystyle A_{i}} aperti {\displaystyle \forall i\in {\mathcal {I}}}.
{\displaystyle \bigcap \limits _{i\in {\mathcal {I}}}A_{i}=X\setminus \left(\bigcup \limits _{i\in {\mathcal {I}}}X\setminus A_{i}\right)=X\setminus \bigcup \limits _{i\in {\mathcal {I}}}\operatorname {cl} (X\setminus A_{i})}
Dalla conservazione delle unioni nulle segue per induzione che:
{\displaystyle =X\setminus \operatorname {cl} \left(\bigcup \limits _{i\in {\mathcal {I}}}X\setminus A_{i}\right)}
{\displaystyle \Rightarrow X\setminus \bigcap \limits _{i\in {\mathcal {I}}}A_{i}=\operatorname {cl} \left(\bigcup \limits _{i\in {\mathcal {I}}}X\setminus A_{i}\right)}
{\displaystyle \Rightarrow \bigcap \limits _{i\in {\mathcal {I}}}A_{i}} è aperto.

### Richiami alle definizioni topologiche
Una funzione tra due insieme topologici
{\displaystyle f:(X,\operatorname {cl} )\to (X',\operatorname {cl} ')}
è detta continua se per ogni sottoinsieme {\displaystyle A} di {\displaystyle X}
{\displaystyle f(\operatorname {cl} (A))\subset \operatorname {cl} '(f(A))}